# Ingvild Engesland
Ingvild Engesland (* 26. März 1982) ist eine ehemalige norwegische Skilangläuferin.

## Leben
Ingvild Engesland aus Kristiansand von Verein Lyn Oslo debütierte auf internationaler Bühne noch ohne größere Erfolge bei den Nordischen Juniorenweltmeisterschaften 2001 in Karpacz. Im selben Jahr nahm sie auch erstmals an norwegischen Meisterschaften teil. Ende des Jahres startete sie erstmals in einem offiziellen FIS-Rennen in Gålå und wurde 14. Nach mehreren guten Ergebnissen rückte sie Ende 2002 in den Continental-Cup auf, zum Ende der Saison 2002/03 wurde sie am Holmenkollen in Oslo sogar erstmals im Weltcup eingesetzt und wurde im Rennen über 30 Kilometer 42. Von nun an kam sie immer wieder in allen drei Wettbewerbstypen zum Einsatz. Ihr bestes Ergebnis wurde ein zweiter Platz in einem FIS-Rennen im Februar 2006 in Crested Butte sowie ein fünfter Platz beim Continental-Cup-Rennen im Februar 2004 in Soldier Hollow. Dem norwegischen Nationalkader gehörte sie seit 2001 an. 2002 wurde Engesland norwegische Vizemeisterin im Duathlon.
Vor allem in Norwegen, aber auch international, etwa in Spanien erregte die damals 22-Jährige Aufsehen, als sie für das norwegische Pornomagazin Lek posierte. Nachdem im Magazin unter dem Titel „Sexy Sports Talent“ zehn Bilder von Engesland aus dem Bereich Medcore veröffentlicht wurden, wurde die Nachwuchsläuferin schlagartig bekannt. Sowohl norwegische Zeitungen als auch Fernsehanstalten waren sehr bemüht um Interviews mit ihr. Von vielen Seiten wurde sie für die Bilder kritisiert. Nach eigenen Aussagen hielt sie das Posieren für das Magazin, in dem immer wieder solche Bilder veröffentlicht werden, ohne dass dies für großes Aufsehen sorgen würde, für problemlos. Nachdem die Kritik jedoch immer stärker wurde, sah sie sich zur Erklärung ihres Bedauerns für diese Bilder veranlasst. Sie wolle als Sportlerin und nicht der Bilder wegen in Erinnerung bleiben. Zudem ist ein zu den Bildern gehörendes Interview offenbar falsch wieder gegeben worden.